# فريدريك سيتز
فريدريك سيتز (بالإنجليزية: Frederick Seitz)‏ (4 يوليو 1911 في سان فرانسيسكو، كاليفورنيا - 2 مارس 2008 في مدينة نيويورك، ولاية نيويورك) فيزيائي أمريكي ورائد في فيزياء الجوامد.